# Maling
Maling (nep. मालिङ) – gaun wikas samiti w zachodniej części Nepalu w strefie Gandaki w dystrykcie Lamjung. Według nepalskiego spisu powszechnego z 2001 roku liczył on 353 gospodarstw domowych i 1857 mieszkańców (977 kobiet i 880 mężczyzn).